# دورس مورينجر
دورس مورينجر Doris Mühringer (ولدت في عام 1920 في غراتس) هي أديبة نمساوية.
تعيش دورس مورينجر في فيينا وتكتب بشكل أساسي الشعر والنثر القصير. وهي عضو في اتحاد كتاب النمسا والجمعية النمساوية للأدب.

## جوائز حصلت عليها
- جائزة جيورج تراكل 1954
- الجائزة الثالثة في الشعر ضمن مسابقة دفاتر ألمانية جديدة 1956
- الجائزة الأدبية من ولاية شتايرمارك 1985
- جائزة كتاب الأطفال والشباب النمساوية 2001

## من أعمالها
- قصائد ..الجزء الأول 1957
- قصائد ...الجزء الثاني 1969
- التراب يفتح العين (قصائد..الجزء الثالث 1976)
- طيور بلا نوم (قصائد ..الجزء الرابع 1984)
- فلنسافر 1995
- مستلقي في المرج (كتاب للأطفال 2000)
- قصائد مختارة 2002